# وليام مولينو
وليام مولينو (بالإنجليزية: William Molyneux)‏ (و. 1656 – 1698 م) هو عالم فلك، وسياسي، وفيلسوف من جمهورية أيرلندا. ولد في دبلن. كان عضوًا في الجمعية الملكية.
توفي في دبلن، عن عمر يناهز 42 عاماً.

## مناصب
تولى منصب Surveyor General of Ireland (1684–1698)، وعضو مجلس النواب في برلمان أيرلندا.

## التعليم
تعلم في كلية الثالوث في دبلن.

## جوائز
حصل على جوائز منها:
- زميل في الجمعية الملكية.

## روابط خارجية
- وليام مولينو على موقع الموسوعة البريطانية (الإنجليزية)